# Scotorythra apicalis
Scotorythra apicalis là một loài bướm đêm trong họ Geometridae.